# Shake It Off (Secondhand Serenade)
Shake It Off è un singolo di Secondhand Serenade, estratto dal suo quarto album in studio Undefeated e pubblicato il 26 febbraio 2013 in via indipendente.
Nonostante la promozione praticamente inesistente, il singolo è riuscito ad arrivare alla prima posizione dei brani più popolari su Twitter, davanti a brani come Still into You dei Paramore e Castle of Glass dei Linkin Park.

## Video musicale
Le riprese del video ufficiale del brano si sono tenute il 13 settembre 2014. Ad anticipare la sua pubblicazione, avvenuta il 5 dicembre dello stesso anno, il 7 ottobre è stato pubblicato su YouTube un lyric video diretto da John Andosca.

## Tracce
Testi e musiche di John Vesely, Nicole Bakkan, Tomas Costanza e Ashley Levy.
1. Shake It Off – 3:20